# Габовка
Габовка (словац. Habovka) — село, громада округу Тврдошін, Жилінський край. Кадастрова площа громади — 29.41 км².
Населення 1382 особи (станом на 31 грудня 2018 року).

## Історія
Габовка згадується 1593 року.

## Географія
Протікають річка Блатна і Волярисько.

## Населення
| Рік:            | 1994. | 2004.    | 2014.   | 2024.   |
| --------------- | ----- | -------- | ------- | ------- |
| Кількість осіб: | 1195  | 1360     | 1377    | 1361    |
| Різниця:        |       | +13,80 % | +1,25 % | -1,16 % |

| Рік:            | 2023. | 2024.   |
| --------------- | ----- | ------- |
| Кількість осіб: | 1345  | 1361    |
| Різниця:        |       | +1,18 % |